# Costanzo Preve

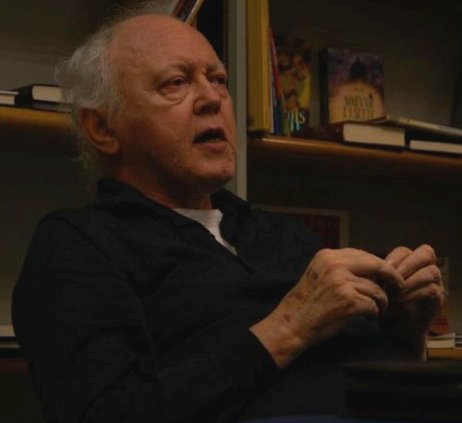
Costanzo Preve bei einer Buchpräsentation in Turin (2010)

Costanzo Preve (* 14. April 1943 in Valenza, Italien; † 23. November 2013 in Turin) war ein italienischer Philosoph und politischer Theoretiker. Politisch der radikalen Linken entstammend, gehörte er zu den umstrittensten Intellektuellen Italiens und rief wegen seines Eintretens für einen militanten Antiamerikanismus mediale Aufmerksamkeit hervor.

## Leben
Preve studierte in Turin, Paris und Athen Philosophie, politische Wissenschaften und Alt- und Neugriechisch. Von 1967 bis 2002 arbeitete er als Lehrer an italienischen Gymnasien. Politisch engagierte er sich zuerst in der Kommunistischen Partei Italiens, dann im Bereich der radikalen Linken mit Gruppierungen wie Democrazia Proletaria. Nach 1990 vollzog Preve eine selbstkritische Revision seiner bisherigen Positionen, mit der er sich von den meisten alten Weggefährten in der Linken zunehmend isolierte. Seit 2001 unterstützte er das politische Bündnisprojekt Campo Antiimperialista (im deutschsprachigen Raum als Antiimperialistische Koordination vertreten), das einen gemeinsamen Kampf linker Gruppen mit arabischen und islamischen Kräften, slawischen Nationalisten usw. gegen das amerikanische "Imperium" anstrebt.
Anfangs orientierte Preve sich theoretisch an dem französischen Marxisten Louis Althusser, wandte sich dann aber stärker der Philosophie von Georg Lukács (insbesondere seinem Spätwerk) zu. Zu der in Italien damals einflussreichen Strömung des Operaismus verhielt er sich immer ablehnend. In den 1970er und 1980er Jahren galt Preve als einer der wichtigsten Intellektuellen der undogmatischen Linken Italiens.
Preves Wendung nach 1990 ging von der Forderung nach einer tief greifenden Erneuerung und Reformulierung marxistischen Denkens aus. Am traditionellen Marxismus kritisierte Preve, an Althusser anknüpfend, die teleologische Geschichtsphilosophie und den "Ökonomismus". Während die Marx-Orthodoxie eine gesetzmäßige Aufeinanderfolge von Gesellschaftsformationen annimmt, die durch den Antagonismus von Bourgeoisie und Proletariat in der kapitalistischen Gesellschaft notwendig zur proletarischen Revolution und zur klassenlosen kommunistischen Gesellschaft führe, wendet Preve ein, dass erstens in der Geschichte stets unterschiedliche Entwicklungsstränge möglich seien und oft zufällige Ereignisse die weitere Richtung bestimmen, und dass zweitens der Klassengegensatz von Bourgeoisie und Proletariat nur eine historisch vergängliche Form des sozialen Konflikts in der kapitalistischen Produktionsweise sei.
Gegen den marxistischen „Ökonomismus“, der soziale Klassen aus ihrer formellen Stellung im Produktionsprozess definiert und den Gegensatz von Bourgeoisie und Proletariat sowohl als den allgemein bestimmenden Faktor sozialer Wirklichkeit in der bürgerlichen Gesellschaft als auch als die Triebkraft von deren notwendiger Überwindung ansieht, fuhr Preve an, dass Klassen als reale soziologische Größen ein Ergebnis einer Vielzahl soziokultureller Bedingungen seien. Preve ging davon aus, dass in den westeuropäischen Ländern in den 1960er Jahren Prozesse eines sozialen Wandels einsetzten, die das alte Bürgertum und die Arbeiterklasse, so wie sie sich im 19. Jahrhundert entwickelt hatten – als relativ homogene Kollektive, die sowohl Akteure eines ökonomischen Interessengegensatzes als auch Träger einer bestimmten Kultur waren –, zerfallen ließen. Der Kapitalismus sei in eine "post-bourgeoise" und "post-proletarische" Phase eingetreten, in der neue Mittelschichten mit liberaler Orientierung zur herrschenden Kraft und zur tragenden Säule des Imperialismus geworden seien, während es andererseits zu Formen sozialer Ausschließung kommt, die mit den alten Klassenbegriffen nicht zu beschreiben seien. Unter den Bedingungen der absoluten ökonomischen und militärischen Vorherrschaft der USA sei der im Weltmaßstab zentrale Konflikt des heutigen Kapitalismus nicht mehr der zwischen Bourgeoisie und Proletariat, sondern der zwischen der "imperialistisch-amerikanischen Homogenisierung" und den Kämpfen von „Völkern“ um die Verteidigung ihrer Traditionen und Kulturen und Staaten um Wahrung ihrer nationalen Souveränität.
Preve benutzte die Bezeichnung „Anglobalisierung“ zur Darstellung einer aus seiner Sicht heute weltbeherrschenden anglo-amerikanischen "Monokultur". Seine scharf antiamerikanische Stoßrichtung stützt Preve auf das historische Argument, dass die USA vorwiegend das Produkt einer Migration religiöser Strömungen sind, die in Europa als Außenseiter geächtet waren und in Nordamerika ein Gesellschaftsbild implementiert haben, das im Gegensatz zur europäischen Demokratie nicht auf der antiken Idee der Polis beruhe, sondern auf einem schrankenlos utilitaristischen Individualismus. Preve sieht im übermächtigen Einfluss der USA die entscheidende Ursache für die Ausbreitung des Neoliberalismus, d. h. der weltweiten Durchsetzung eines "reinen Kapitalismus". Politisch herrsche auch in Europa heute die Diktatur der "Einheitspartei der politischen Korrektheit": Die Political Correctness sei der Leitcode der Herrschaft der neuen liberalen Mittelschichten, die inzwischen Kriege mit "ethischen" Argumenten und der Verteidigung der "Menschenrechte" begründen und damit die alten völkerrechtlichen Grundsätze der Souveränität von Staaten außer Kraft setzen. Unter diesen Bedingungen sei zumindest in Europa der traditionelle politische Gegensatz von "Linken" und "Rechten" weitgehend bedeutungslos geworden. Preves Auffassung nach bezeichnen "links" und "rechts" heute nur noch kulturelle Identitäten, ohne dass ihr Gegensatz noch die zentralen Konflikte der Gesellschaft abbilde. Preve versteht sich persönlich weiterhin als Linker und Kommunist, glaubt aber, dass politische Veränderungen in erster Linie von neuen Strömungen des Populismus und Kommunitarismus jenseits der Dichotomie von "links" und "rechts" ausgehen werden. Darin berührt sich sein Denken mit dem des als intellektueller Protagonist der französischen Neuen Rechten geltenden Alain de Benoist, mit dem Preve in geistigem Austausch steht. Im Gegensatz zu de Benoist verteidigt Preve allerdings den philosophischen Universalismus der Aufklärung.
Gegen die Linke zog Preve hingegen mit Polemiken von meist ätzender Schärfe zu Felde. Von Antonio Negri bis Fausto Bertinotti, von den Disobbedienti über die Trotzkisten bis zur Rifondazione Comunista ernteten alle relevanten Strömungen der italienischen Linken von ihm Hohn und Spott. Die Globalisierungskritiker hielt Preve für hoffnungslos "amerikanisiert". Der Kerngedanke seiner Kritik an der Linken besteht in der – teilweise an Michel Foucault anknüpfenden – Diagnose, dass die heutige Linke das Machtsystem, das sie bekämpfen will, in Wirklichkeit selbst reproduziere und trage. Der "postmodernen" Linken warf Preve vor, dass sie mit ihrem Individualismus und Hedonismus das nihilistische Weltbild des Neoliberalismus übernommen habe. Exemplarisch machte Preve das an der Theorie von Antonio Negri fest, die in Anlehnung an Gilles Deleuze das – im Gegensatz zum endlichen "Bedürfnis" grenzenlose – "Begehren" zur Triebkraft der Veränderung der Gesellschaft erhebt und damit nach Preves Auffassung nichts anderes zur Grundlage hat als den Illusionismus des liberalen "Konsumismus" mit seinen trügerischen Glücksversprechen.
Aus seinen Analysen folgerte Preve, dass die vordringliche politische Aufgabe heute in der weltweiten Unterstützung aller Kräfte bestehe, die der ökonomischen und militärischen Vorherrschaft der USA Grenzen zu setzen vermögen. Eine neue soziale Gegenkraft müsse mit dem in der Linken vorherrschenden linksliberalen Diskurs (Individualismus, Hedonismus, "politische Korrektheit", Ablehnung nationaler Identität usw.), der die Linke ins herrschende System integriere, brechen.

## Veröffentlichungen (Auswahl)
- La filosofia imperfetta. Una proposta di ricostruzione del marxismo contemporaneo. 1984, Franco Angeli
- La teoria in pezzi. La dissoluzione del paradigma teorico operaista in Italia (1976-1983). 1984, Dedalo
- Verdinglichung und Utopie. 1987, Sendler
- La passione durevole. 1989, Vangelista
- Il filo di Arianna. Quindici lezioni di filosofia marxista. 1990, Vangelista
- Il convitato di pietra. 1991, Vangelista
- L’assalto al cielo. Saggio su marxismo e individualismo. 1992, Vangelista
- Il pianeta rosso. Saggio su marxismo e universalismo. 1992, Vangelista
- L’ideologia Italiana. Saggio sulla storia delle idee marxiste in Italia. 1993, Vangelista
- Il tempo della ricerca. Saggio sul moderno, il postmoderno e la fine della storia. 1993, Vangelista
- L’eguale libertà. Saggio sulla natura umana. 1994, Vangelista
- Oltre la gabbia d’acciaio. 1994, Vangelista, (+ Gianfranco La Grassa)
- Il teatro dell’assurdo (cronaca e storia dei recenti avvenimenti italiani), 1995, Punto rosso, (+ Gianfranco La Grassa)
- Una teoria nuova per una diversa strategia politica, 1995, Punto rosso, (+ Gianfranco La Grassa)
- Un elogio della filosofia. 1996, Punto Rosso
- La fine di una teoria. Il collasso del marxismo storico del Novecento. 1996, Unicopli, (+ Gianfranco La Grassa)
- Il comunismo storico novecentesco (1917-1991). 1997, Punto Rosso
- Nichilismo Verità Storia. Un manifesto filosofico della fine del XX secolo. 1997, CRT, (+ Massimo Bontempelli)
- Gesù uomo nella storia, Dio nel pensiero. 1997, CRT, (+ Massimo Bontempelli)
- Il crepuscolo della profezia comunista. A 150 anni dal “Manifesto”. 1998, CRT
- L'alba del Sessantotto. Una interpretazione filosofica. 1998, CRT
- Marxismo, Filosofia, Verità. 1998, CRT
- Destra e sinistra. La natura inservibile di due categorie tradizionali. 1998, CRT
- La questione nazionale alle soglie del XXI secolo. 1998, CRT
- Le stagioni del nichilismo. Un'analisi filosofica ed una prognosi storica. 1998, CRT
- Individui liberati, comunità solidali. Sulla questione della società degli individui. 1998, CRT
- Contro il capitalismo, oltre il comunismo. Riflessioni su di una eredità storica e su un futuro possibile. 1998, CRT
- La fine dell'Urss. Dalla transizione mancata alla dissoluzione reale. 1999, CRT
- Il ritorno del clero. La questione degli intellettuali oggi. 1999, CRT
- Le avventure dell’ateismo. Religione e materialismo oggi. 1999, CRT
- Un nuovo manifesto filosofico. Prospettive inedite e orizzonti convincenti per il pensiero. 1999, CRT, (+ Andrea Cavazzini)
- Hegel Marx Heidegger. Un percorso nella filosofia contemporanea. 1999, CRT
- Scienza, politica, filosofia. Un'interpretazione filosofica del Novecento. 1999, CRT
- I secoli difficili. Introduzione al pensiero filosofico dell’Ottocento e del Novecento. 1999, CRT
- L’educazione filosofica. Memoria del passato - Compito del presente - Sfida del futuro. 2000, CRT
- Il bombardamento etico. Saggio sull'interventismo umanitario, l'embargo terapeutico e la menzogna evidente. 2000, CRT
- Marxismo e filosofia. Note, riflessioni e alcune novità. 2002, CRT
- Un secolo di marxismo. Idee e ideologie. 2003, CRT
- Le contraddizioni di Norberto Bobbio. Per una critica del bobbianesimo cerimoniale. 2004, CRT
- Marx inattuale. Eredità e prospettiva. 2004, Bollati Boringhieri
- Verità filosofica e critica sociale. Religione, filosofia, marxismo. 2004, CRT
- Dove va la destra? Dove va la sinistra? (+ Giano Accame; herausgeber: Stefano Boninsegni). 2004, Edizioni Settimo Sigillo
- Comunitarismo Filosofia Politica. 2004, Noctua
- L’ideocrazia imperiale americana. 2004, Edizioni Settimo Sigillo
- Filosofia del presente. 2004, Edizioni Settimo Sigillo
- Filosofia e Geopolitica. 2005, Edizioni all’insegna del Veltro, (Vorwort von Tiberio Graziani)
- Del buon uso dell’universalismo. 2005, Edizioni Settimo Sigillo, (Vorwort von Carlo Gambescia)
- Dialoghi sul presente. Alienazione, globalizzazione, Destra/Sinistra, atei devoti. Per un pensiero ribelle (+ Alain de Benoist und Giuseppe Giaccio). 2005 Controcorrente
- Marx e gli antichi greci. 2005, Petite Plaisance, (+ Luca Grecchi)
- Il popolo al potere. Il problema della democrazia nei suoi aspetti storici e filosofici. 2006, Arianna Editrice, (Vorwort von Giuseppe Giaccio)
- Verità e relativismo. Religione, scienza, filosofia e politica nell'epoca della globalizzazione. 2006, Alpina (Vorwort von Franco Cardini)
- Elogio del comunitarismo. 2006, Controcorrente
- Il paradosso De Benoist. 2006, Edizioni Settimo Sigillo, (Vorwort von Carlo Gambescia)
- Storia della dialettica. 2006, Petite Plaisance
- Storia critica del marxismo. 2007, Edizioni Città del Sole, (Vorwort von André Tosel)
- Storia dell’etica. 2007, Petite Plaisance
- Hegel antiutilitarista. 2007, Edizioni Settimo Sigillo, (Vorwort von Carlo Gambescia)
- Storia del Materialismo. 2007, Petite Plaisance
- Una approssimazione al pensiero di Karl Marx. Tra materialismo e idealismo. 2007, Il Prato (Vorwort von Diego Fusaro)
- Ripensare Marx. Filosofia, Idealismo, Materialismo. 2007, Editrice Ermes
- Alla ricerca della speranza perduta. 2008, Settimo Sigillo, (+ Luigi Tedeschi)
- La quarta guerra mondiale. 2008, Edizioni all'insegna del Veltro
- Il marxismo e la tradizione culturale europea, 2009, Petite Plaisance

## Belege
1. ↑  In memoria di Preve, italienisch, abgerufen am 24. November 2013

| Personendaten    | Personendaten           |
| ---------------- | ----------------------- |
| NAME             | Preve, Costanzo         |
| KURZBESCHREIBUNG | italienischer Philosoph |
| GEBURTSDATUM     | 14. April 1943          |
| GEBURTSORT       | Valenza, Italien        |
| STERBEDATUM      | 23. November 2013       |
| STERBEORT        | Turin                   |